# Hoplitis erythrogastra
Hoplitis erythrogastra är en biart som först beskrevs av Mavromoustakis 1954.  Hoplitis erythrogastra ingår i släktet gnagbin, och familjen buksamlarbin. Inga underarter finns listade i Catalogue of Life.